# 주먹 인사

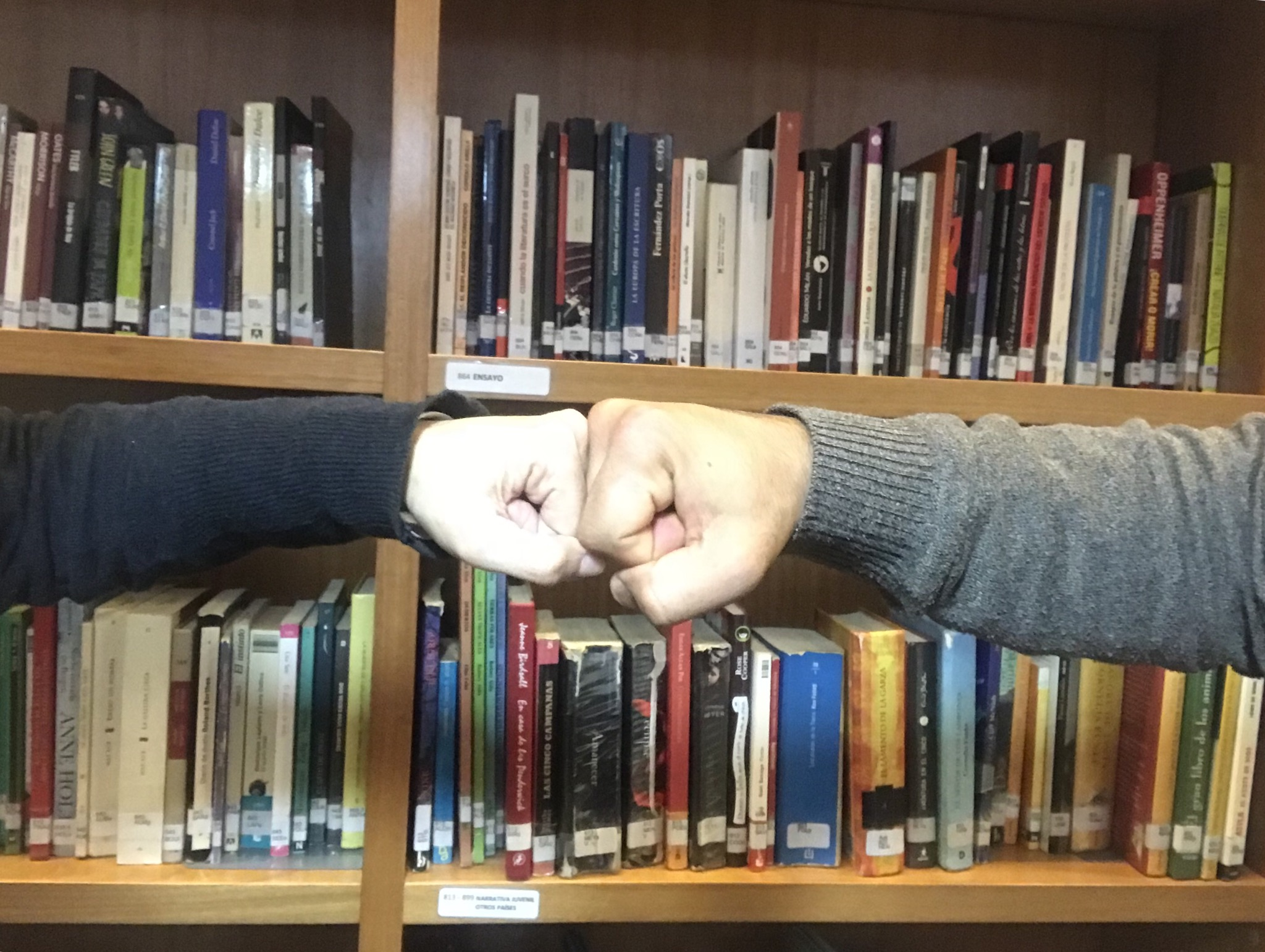
주먹 인사하는 두 남자

주먹 인사(fist bump, bro fist, power five)는 악수와 하이파이브와 같은 제스처의 일종이다. 만나서 반가워서 하기도 하며, 일반적으로는 야구팀이 이기고 나서 선수들끼리 한다.